# 카를로 카르카노
카를로 카르카노(이탈리아어: ˈkarlo ˈkarkano; 1891년 2월 26일, 롬바르디아 주 바레세 ~ 1965년 6월 23일, 리구리아 주 산레모)는 이탈리아의 전 축구 선수이자 감독으로, 현역 선수 시절 미드필더로 활약했다.

## 클럽 경력
카르카노는 바레세 출신이다. 선수 시절, 그는 알레산드리아에서 주로 활약했다.

## 국가대표팀 경력
카르카노는 국제 무대에서 이탈리아 국가대표팀 일원으로 1915년과 1921년 사이에 5경기 출전해 1골을 넣었다.

## 감독 경력
현역 은퇴 후, 카르카노는 감독으로 전향하여 더 많은 성공을 거두었다. 그는 유벤투스를 이끌고 4년 연속 리그 정상에 올랐는데, 그는 마시밀리아노 알레그리와 더불어 이탈리아 역사에서 리그 4년 연속 우승을 달성한 감독이다. 그는 이후 이탈리아 국가대표팀도 지도했다. 그는 1934년 12월, 그에게 적대적인 분위기 속에 동성애 문제를 잠재우기 위해 유벤투스 감독직에서 갑작스럽게 해임당했다. 그는 이후 10여 년 동안 구단 없이 야인으로 남았었다.

## 사생활
1965년 6월 23일, 카르카노는 향년 74세로 산레모에서 영면에 들었다.

## 카를린의 아이들
1947년, 산레모에서, 카를로 카르카노는 카를린의 아이들 체육단(A.S.D. Carlin's Boys)을 공동 창단했는데, 소규모 군 축구단은 유소년부로 명성을 날렸는데, 2014-15 시즌에는 프로모치오네 리구리아 A에 참가해 에첼렌차 리구리아로 승격해 군의 최고 구단으로 거듭났다. 같은 해, 이 구단은 프로모치오네 리구리아 코파 이탈리아와 프로모치오네 리구리아 리그도 우승했다.
현 이 구단의 회장은 레나토 베르사노이며, 발렌티노 파파가 지휘한다.
이 구단은 8월 마지막 주에 산레모 국제 대회도 주최하며, 알리에비에 속한 선수단이 참가한다. 이 대회는 세계 축구에서 가장 명성 높은 유소년 대회이기도 하다.

## 수상

### 감독
유벤투스
- 세리에 A: 1930–31, 1931–32, 1932–33, 1933–34

### 개인
- 이탈리아 축구 명예의 전당: 2014[5]